# Susanne Staun
Susanne Staun (* 31. Dezember 1957 in Frederiksberg Kommune, Sjælland, Dänemark) ist eine dänische Autorin.

## Leben
Staun erwarb 1982 im Fach Anglistik den dänischen akademischen Grad cand. phil. (siehe dänische Wikipedia) und schloss später an der Syracuse University im Bundesstaat New York das Fach Journalistik mit dem Grad M. A. ab.
Seit dem Ende der 1990er Jahre ist sie mit ihrer Kriminalromanserie um die Verhaltenspsychologin Fanny Fiske erfolgreich.

## Ehrungen und Auszeichnungen
- 2011: Von Dänemark nominiert für den Skandinavischen Krimipreis Glasnøgel/Glasnyckel mit dem Thriller Døderummet.
- 2011: Harald-Mogensen-Preis für das gleiche Werk.
- 2016: Mathildeprisen von Dansk Kvindesamfund[1]

## Veröffentlichungen
- Som arvesynden. Gyldendal, Kopenhagen 1999, ISBN 87-00-46896-7.
  - deutsch: Die Signatur des Bösen. aus dem Dänischen von Sigrid Engeler. dtv-Taschenbuch, München 2002, ISBN 3-423-20511-3.
- Liebe. Gyldendal, Kopenhagen 2000, ISBN 87-00-47298-0. (dänisch)
- Mit smukke lig. Gyldendal, Kopenhagen 2002, ISBN 87-02-01315-0.
- Før jeg dør. Gyldendal, Kopenhagen 2009, ISBN 978-87-02-08155-8.
- Døderummet. Gyldendal, Kopenhagen 2010, ISBN 978-87-02-09425-1.
  - deutsch: Totenzimmer. aus dem Dänischen von Günther Frauenlob. Tropen, Stuttgart 2012, ISBN 978-3-608-50213-8.
- Hilsen fra Rexville. Thriller. Gyldendal, Kopenhagen 2011, ISBN 978-87-02-11522-2.
  - deutsch: Blutfrost. aus dem Dänischen von Günther Frauenlob. Tropen, Stuttgart 2013, ISBN 978-3-608-50214-5.
- Helt til grænsen. Thriller. Gyldendal, Kopenhagen 2013, ISBN 978-87-02-13872-6.
- Ruck, en lækker røv. 2015.
- Velkommen til mit mareridt. 2015.